# Plantageadministrateur
Een plantageadministrateur, soms administreur genoemd, voerde het beheer over een plantage voor niet-aanwezige eigenaren.
Plantage-eigenaren verbleven vaak in hun geboorteland of in de hoofdstad van de kolonie, maar niet op de plantage. Absenteïsme van eigenaren was een algemeen verschijnsel in met name de Surinaamse plantage-economie. Op de plantages in Suriname kregen administrateurs 10% van de opbrengst van het hoofdproduct en ook nog eens 10% van de bijproducten van de plantage. Het lucratieve administrateurschap werd niet zelden gevolgd door eigenaarschap van een plantage. Administrateurs over meerdere plantages hielden kantoor te Paramaribo en vormden een steeds machtigere bevolkingsgroep ('planterspartij'); zij hadden tot na het midden van de 19e eeuw een grote invloed op de gang van zaken in de kolonie.